# سیارک ۳۱۴۹
سیارک ۳۱۴۹ (به انگلیسی: 3149 Okudzhava، نامگذاری:1981SH) سه هزار و صد و چهل و نهمین سیارک کشف شده‌است که در ۲۲ سپتامبر ۱۹۸۱ کشف شد.
قدر مطلق سیارک برابر ۱۴٫۰۰ است.